# Bradyagaue stocki
Bradyagaue stocki is een mijtensoort uit de familie van de Halacaridae. De wetenschappelijke naam van de soort is voor het eerst geldig gepubliceerd in 1992 door Bartsch.